# Pjotr Matwejewitsch Apraxin
Pjotr Matwejewitsch Apraxin (russisch Пётр Матвеевич Апраксин; * 1659; † 29. Maijul. / 9. Juni 1728greg. in Sankt Petersburg) war ein Generalleutnant der russischen Armee.

## Leben
Apraxin war der Sohn von Matwej Apraxin, der 1678 im Kampf gegen die Kalmücken gefallen war, seine jüngere Schwester Marsa Apraxina († 1715) war seit 1682 die Gemahlin Fjodors III.
Peter Apraxin begleitete den Zaren Peter den Großen 1697 nach Holland. Er war dann später bei der Bekämpfung der Strelitzen tätig und nahm als Generalleutnant am Krieg gegen die Schweden teil. Beim Prozess gegen Alexei Petrowitsch wurde auch Apraxin verhaftet, dann jedoch freigesprochen.